# Односи Србије и Гане
Односи Србије и Гане су инострани односи Републике Србије и Републике Гане.

## Билатерални односи
Дипломатски односи су успостављени 1959. године.

### Политички односи
Министар спољних послова Републике Србије посетио је Републику Гану марта 2010. године.

### Економски односи
- У 2020. години извоз Србије је био 1.120.000, a увоз 6,55 милиона УСД.
- У 2019. извоз из наше земље износио је 1,59 милиона УСД, а увоз 6.819.000.
- У 2018. години извоз из РС био је 1.351.000, а увоз 10 милиона УСД.[2][3]

У Гани су активни Енергопројект и Влатаком.

### Дипломатски представници

#### У Београду
- Семјуел Валис-Акијану, амбасадор,  - 2012.
- Њахо Тамаклое, амбасадор, 2006. -
- Патрик Амоа-Нтим, амбасадор, 2002. -
- Џоао Г. Баета, амбасадор, 1997. -
- Кристина Одуро, амбасадор
- Исак Твум-Ампофо, амбасадор
- Џозеф Есмах, амбасадор
- Кваме Боафо, амбасадор
- Кобина Кеси, амбасадор, 1964. - 1966.

#### У Акри
- Милена Луковић-Јовановић, амбасадор, 1997—2001.
- Мирослав Јанчић, амбасадор, 1989—1992.
- Лазар Човић, амбасадор, 1985—1989.
- Радивоје Петковић, амбасадор, 1981—1985.
- Ласло Бала, амбасадор, 1977—1981.
- Здравко Печар, амбасадор, 1973—1977.
- Трифун Николић, амбасадор, 1969—1973.
- Иво Клеменчич, амбасадор, 1964—1969.
- Звонко Перишић, амбасадор, 1960—1963.